# Lovčice, Hodonín
Lovčice là một làng thuộc huyện Hodonín, vùng Jihomoravský, Cộng hòa Séc.